# U-177
| U-177 | U-177 | U-177 |
| --- | --- | --- |
| U 177 | | |
| | | |
| Трофейні німецькі підводні човни U-861 (на передньому плані), однотипний з U-177, та U-953 типу VII. Тронгейм. 19 травня 1945 | | |
| Верф | Deutsche Schiff- und Maschinenbau, AG Weser, Бремен | Deutsche Schiff- und Maschinenbau, AG Weser, Бремен |
| Під прапором | Третій Рейх | Третій Рейх |
| Належність | Крігсмаріне | Крігсмаріне |
| Порт приписки | Штеттін Лор'ян Ла-Паліс (Бордо) | Штеттін Лор'ян Ла-Паліс (Бордо) |
| Замовлення | 28 травня 1940 | 28 травня 1940 |
| Закладений | 25 листопада 1940 | 25 листопада 1940 |
| Спуск на воду | 1 жовтня 1941 | 1 жовтня 1941 |
| Введений до складу флоту | 14 березня 1942 | 14 березня 1942 |
| На службі | 1942—1944 | 1942—1944 |
| Загибель | 6 лютого 1944 року затоплений у Південній Атлантиці західніше острову Вознесіння глибинними бомбами американського важкого бомбардувальника В-24 «Ліберейтор»               | 6 лютого 1944 року затоплений у Південній Атлантиці західніше острову Вознесіння глибинними бомбами американського важкого бомбардувальника В-24 «Ліберейтор»               |
| Бойовий досвід | Друга світова війна Битва за Атлантику | Друга світова війна Битва за Атлантику |
| Проєкт | | |
| Тип ПЧ | великий океанський торпедний ДПЧ | великий океанський торпедний ДПЧ |
| Основні характеристики | | |
| Швидкість (надводна) | 20,8 вузла (38,5 км/год) | 20,8 вузла (38,5 км/год) |
| Швидкість (підводна) | 6,9 (12,8 км/год) | 6,9 (12,8 км/год) |
| Робоча глибина занурення | 100 м | 100 м |
| Гранична глибина занурення | 230 м | 230 м |
| Дальність плавання | 115 миль (213 км) км на швидкості 4 вузли (7,4 км/год) (у підводному положенні) 23 700 морських миль (43 900 км на швидкості 10 вузлів (19 км/год) (у надводному положенні) | 115 миль (213 км) км на швидкості 4 вузли (7,4 км/год) (у підводному положенні) 23 700 морських миль (43 900 км на швидкості 10 вузлів (19 км/год) (у надводному положенні) |
| Екіпаж | 57 офіцерів та матросів | 57 офіцерів та матросів |
| Розміри | | |
| Довжина найбільша (по КВЛ) | 87,58 м | 87,58 м |
| Ширина корпусу найб. | 7,50 м | 7,50 м |
| Висота | 10,2 м | 10,2 м |
| Середня осадка (по КВЛ) | 5,35 м | 5,35 м |
| Водотоннажність надводна | 1610 т | 1610 т |
| Силова установка | | |
| Дизель-електрична: 2 дизельні двигуни MAN M 9 V 40/46 і 2 дизелі MWM RS34.5S 2 електродвигуни Siemens-Schuckert 2 GU 345/34   | | |
| Гвинти | 2 | 2 |
| Потужність | 2 × 2200 к.с. (дизелі) 2 × 740 к.с. (електродвигуни) | 2 × 2200 к.с. (дизелі) 2 × 740 к.с. (електродвигуни) |
| Озброєння | | |
| Артилерія | 1 × 105-мм палубна гармата SK C/32 | 1 × 105-мм палубна гармата SK C/32 |
| Торпедно- мінне озброєння | 4 носових і 2 кормових ТА; 24 торпеди або 72 міни TMA чи TMB | 4 носових і 2 кормових ТА; 24 торпеди або 72 міни TMA чи TMB |
| ППО | 1 × 37-мм зенітна гармата SKC/30 2 (1 × 2) × 20-мм зенітні гармати FlaK 30                                                                                                  | 1 × 37-мм зенітна гармата SKC/30 2 (1 × 2) × 20-мм зенітні гармати FlaK 30                                                                                                  |

U-177 — німецький великий океанський підводний човен типу IXD2, що входив до складу Військово-морських сил Третього Рейху за часів Другої світової війни. Закладений 25 листопада 1940 року на верфі Deutsche Schiff- und Maschinenbau, AG Weser у Бремені під будівельним номером 1017. Спущений на воду 1 жовтня 1941 року, а 14 березня 1942 року корабель увійшов до складу ВМС нацистської Німеччини.

## Історія служби
U-177 належав до серії німецьких підводних човнів типу IXD2, великих океанських човнів, призначених діяти на морських комунікаціях противника на далеких відстанях у відкритому океані. Човнів цього типу було випущено 28 одиниці і вони спеціально будувалися для дій у Південній Атлантиці та Індійському океані, а ближче до закінчення Другої світової війни частина з них використовувалася як проривачі блокади для зв'язку з Японією. Вони мали найбільшу в нацистському флоті дальність плавання за рахунок іншої конструкції енергетичної установки: завдяки подовженню корпусу вдалося встановити не тільки два потужні дизелі MAN з наддувом, але і два додаткові дизелі, що використовувалися при крейсерському плаванні в надводному положенні, при цьому два дизелі з наддувом перемикалися на холостий хід для швидкого перезаряджання акумуляторів.
14 березня 1942 року U-177 розпочав службу у складі 4-ї навчальної флотилії, а з 1 жовтня 1942 року переведений до бойового складу 10-ї флотилії ПЧ Крігсмаріне та 1 грудня 1942 року — до бойового складу 12-ї флотилії ПЧ. З вересня 1942 року і до лютого 1944 року U-177 здійснив 3 бойових походи в Атлантичний та Індійський океани, в яких провів 348 днів. Човен потопив 14 торгових суден (87 388 GRT) та одне пошкодив (2588 GRT).
6 лютого 1944 року U-177 був затоплений у Південній Атлантиці західніше острова Вознесіння глибинними бомбами американського важкого бомбардувальника В-24 «Ліберейтор». 50 членів екіпажу підводного човна загинули й 15 німецьких матросів врятував американський крейсер «Омаха».

## Командири
- Корветтен-капітан Вільгельм Шульце (14 березня 1942 — 23 березня 1943)
- Корветтен-капітан Роберт Гізе (24 березня 1942 — 16 жовтня 1943)
- Корветтен-капітан Гайнц Бухольц (17 жовтня 1943 — 6 лютого 1944)

## Перелік уражених U-177 суден у бойових походах
| №                                                         | Дата              | Командир ПЧ        | Назва           | Тип                         | Належність          | Водотоннажність (брт) | Вантаж                                                               | Конвой         | Результат та координати                                                 | Наслідки атаки для екіпажу         | Прим.                |
| --------------------------------------------------------- | ----------------- | ------------------ | --------------- | --------------------------- | ------------------- | --------------------- | -------------------------------------------------------------------- | -------------- | ----------------------------------------------------------------------- | ---------------------------------- | -------------------- |
| Перший похід (17.09.1942—22.01.1943, 128 діб; Кіль—Бордо) |                   |                    |                 |                             |                     |                       |                                                                      |                |                                                                         |                                    |                      |
| 1                                                         | 2 листопада 1942  | Kptlt. Роберт Гізе | Aegeus          | суховантажне судно          | Грецьке королівство | 4538                  | 3929 тонн державних запасів і 2553 тонни генеральних вантажів        | Конвой TRIN 16 | потоплено 32°30′ пд. ш. 16°00′ сх. д. / 32.500° пд. ш. 16.000° сх. д.   | 29 (усі загинули)                  |                      |
| 2                                                         | 9 листопада 1942  | Kptlt. Роберт Гізе | Cerion          | танкер                      | Велика Британія     | 2588                  | баласт                                                               |                | пошкоджений 35°58′ пд. ш. 26°37′ сх. д. / 35.967° пд. ш. 26.617° сх. д. | 46 (2 загинули та 44 вижили)       |                      |
| 3                                                         | 19 листопада 1942 | Kptlt. Роберт Гізе | Scottish Chief  | танкер                      | Велика Британія     | 7006                  | 13 тис. тонн адміралтейського мазуту                                 | Конвой PA 8    | потоплений 30°39′ пд. ш. 34°41′ сх. д. / 30.650° пд. ш. 34.683° сх. д.  | 48 (36 загинули та 12 вижили)      |                      |
| 4                                                         | 20 листопада 1942 | Kptlt. Роберт Гізе | Pierce Butler   | суховантажне судно          | США                 | 7191                  | 8900 тонн генеральних вантажів                                       |                | потоплено 29°40′ пд. ш. 36°35′ сх. д. / 29.667° пд. ш. 36.583° сх. д.   | 62 (усі вижили)                    | судно типу «Ліберті» |
| 5                                                         | 28 листопада 1942 | Kptlt. Роберт Гізе | Nova Scotia     | військове транспортне судно | Велика Британія     | 6796                  | пасажири, 780 італійських цивільних інтернованих і 3000 мішків пошти |                | потоплено 28°30′ пд. ш. 33°00′ сх. д. / 28.500° пд. ш. 33.000° сх. д.   | 1052 (858 загинули та 194 вцілілі) |                      |
| 6                                                         | 30 листопада 1942 | Kptlt. Роберт Гізе | Llandaff Castle | військове транспортне судно | Велика Британія     | 10 799                | 150 пасажирів і 300 тонн генеральних вантажів                        |                | потоплено 27°20′ пд. ш. 33°40′ сх. д. / 27.333° пд. ш. 33.667° сх. д.   | 313 (3 загинули та 310 вцілілі)    |                      |
| 7                                                         | 7 грудня 1942     | Kptlt. Роберт Гізе | Saronikos       | суховантажне судно          | Грецьке королівство | 3548                  | баласт                                                               |                | потоплено 24°46′ пд. ш. 35°30′ сх. д. / 24.767° пд. ш. 35.500° сх. д.   | 33 (31 загиблий та 2 вижили)       |                      |
| 8                                                         | 12 грудня 1942    | Kptlt. Роберт Гізе | Empire Gull     | суховантажне судно          | Велика Британія     | 6408                  | баласт                                                               |                | потоплено 26°15′ пд. ш. 34°40′ сх. д. / 26.250° пд. ш. 34.667° сх. д.   | 46 (2 загинули та 44 вціліли)      |                      |
| 9                                                         | 14 грудня 1942    | Kptlt. Роберт Гізе | Sawahloento     | суховантажне судно          | Нідерланди          | 3085                  | баласт                                                               |                | потоплено 31°02′ пд. ш. 34°00′ сх. д. / 31.033° пд. ш. 34.000° сх. д.   | 72 (53 загинули та 19 вціліли)     |                      |
| Другий похід (01.04—01.10.1943, 184 доби; Бордо—Бордо)    |                   | Kptlt. Роберт Гізе |                 |                             |                     |                       |                                                                      |                |                                                                         |                                    |                      |
| 10                                                        | 28 травня 1943    | Kptlt. Роберт Гізе | Agwimonte       | суховантажне судно          | США                 | 6679                  | 8000 тонн військового вантажу, танки і локомотиви як палубний вантаж | Конвой CD 20   | потоплено 34°57′ пд. ш. 19°33′ сх. д. / 34.950° пд. ш. 19.550° сх. д.   | 69 (усі вціліли)                   |                      |
| 11                                                        | 28 травня 1943    | Kptlt. Роберт Гізе | Storaas         | танкер                      | Норвегія            | 7886                  | баласт                                                               | Конвой CD 20   | потоплений 34°57′ пд. ш. 19°33′ сх. д. / 34.950° пд. ш. 19.550° сх. д.  | 39 (3 загинули та 36 вціліли)      |                      |
| 12                                                        | 6 липня 1943      | Kptlt. Роберт Гізе | Jasper Park     | суховантажне судно          | Канада              | 7129                  | 6500 тонн генеральних вантажів, включаючи джут, чай і тютюн          |                | потоплено 32°52′ пд. ш. 42°15′ сх. д. / 32.867° пд. ш. 42.250° сх. д.   | 55 (4 загинули та 51 вцілілий)     |                      |
| 13                                                        | 10 липня 1943     | Kptlt. Роберт Гізе | Alice F. Palmer | суховантажне судно          | США                 | 7176                  | баласт                                                               |                | потоплено 26°30′ пд. ш. 44°20′ сх. д. / 26.500° пд. ш. 44.333° сх. д.   | 68 (усі вижили)                    | судно типу «Ліберті» |
| 14                                                        | 29 липня 1943     | Kptlt. Роберт Гізе | Cornish City    | суховантажне судно          | Велика Британія     | 4952                  | 9600 тонн вугілля                                                    | Конвой DN 53   | потоплено 27°20′ пд. ш. 52°10′ сх. д. / 27.333° пд. ш. 52.167° сх. д.   | 43 (37 загинули та 6 вціліли)      |                      |
| 15                                                        | 5 серпня 1943     | Kptlt. Роберт Гізе | Efthalia Mari   | суховантажне судно          | Грецьке королівство | 4195                  | 4802 тонни вугілля                                                   |                | потоплено 24°21′ пд. ш. 48°55′ сх. д. / 24.350° пд. ш. 48.917° сх. д.   | 43 (1 загиблий та 42 вцілілих)     |                      |